# Penisola di Izu
La penisola di Izu (伊豆半島?, Izu-hantō) è situata sull'isola di Honshū, nell'arcipelago giapponese, a circa cento chilometri a sud-ovest di Tokyo.

## Geografia

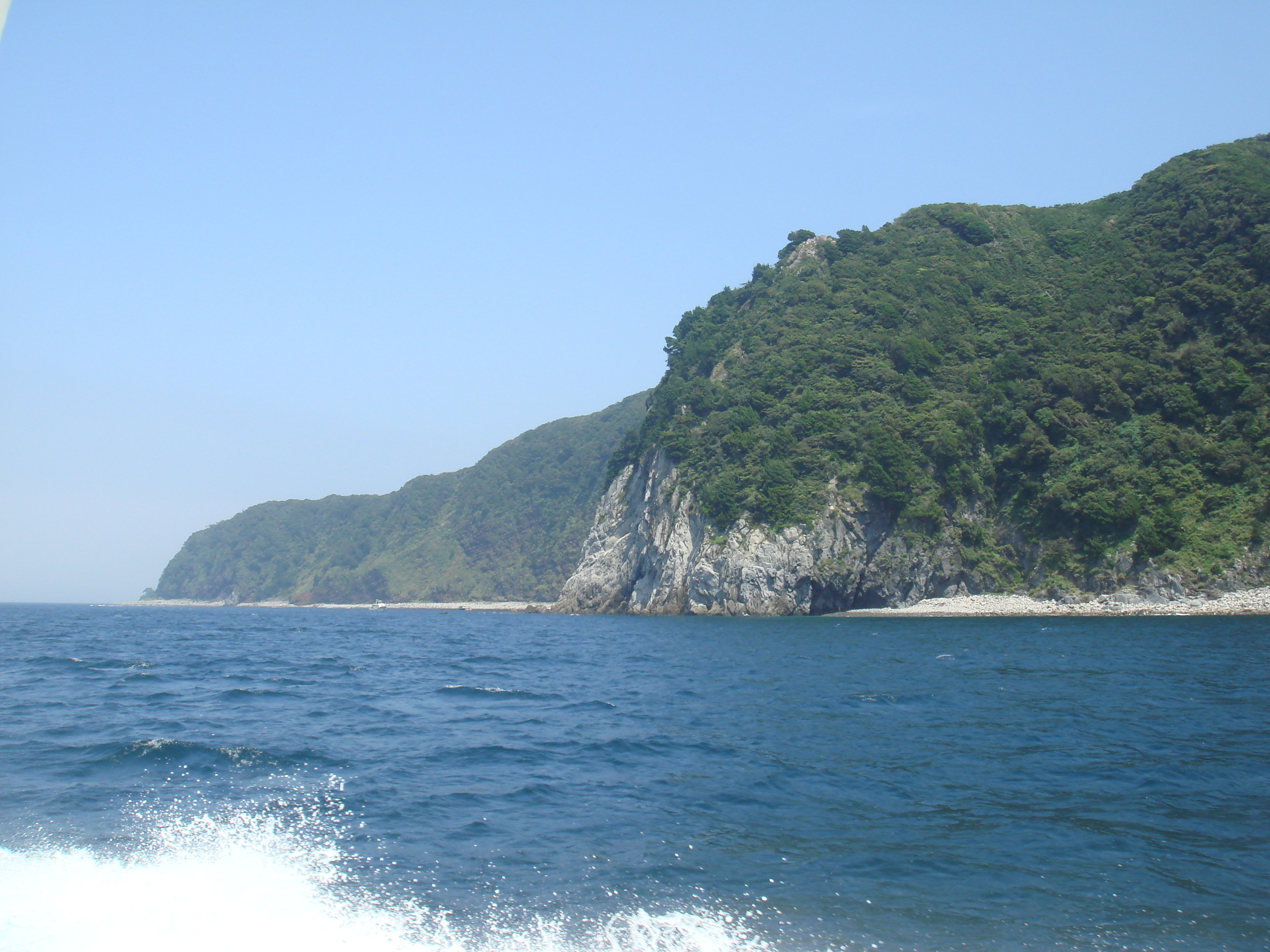
Costa occidentale di Izu.

La penisola occupa una superficie di 1.421,24 km², corrispondente a circa un terzo della prefettura di Shizuoka di cui è parte, con una popolazione stimata nel 2005 di circa 473.942 persone. Ad ovest è bagnata dalla baia di Suruga e ad est dalla baia di Sagami. A sud-est della penisola si estendeno le isole Izu.
Il monte Amagi è la montagna più alta della penisola, con i suoi 1.406 metri.

## Storia
Dal 680 sino al periodo Edo, la penisola di Izu costituì una provincia.
Verso la fine del XII secolo, vi fu esiliato Minamoto no Yoritomo a seguito della sconfitta del padre contro il clan Taira.
Nel 1854, a seguito della convenzione di Kanagawa, uno dei suoi porti, Shimoda, fu aperto al commercio con le nazioni estere.